# Club Deportivo Guaraní Antonio Franco
Club Deportivo Guaraní Antonio Franco, conocido como Guaraní Antonio Franco, es una entidad deportiva. Fundado el 12 de junio de 1932 en la ciudad de Posadas, Provincia de Misiones, Argentina. Actualmente se desempeña en el Torneo Regional Federal Amateur, cuarta y última categoría del fútbol argentino, para los clubes indirectamente afiliados a la AFA.
Su clásico rival es el Club Atlético Bartolomé Mitre con el cual disputa el clásico posadeño, y además tiene rivalidad con el Club Atlético Candelaria y el Club Crucero del Norte.

## Historia
El 12 de junio de 1932 un grupo de jóvenes del barrio posadeño de Villa Sarita, tras la desaparición del Club Sportivo Colombo, sugerencia de Antonio Franco, enfermero de Salud Pública, se reunió en su almacén ubicado en Ivanowski y Ayacucho, esta última calle actualmente llamada Ángel Acuña, y resolvieron fundar un club. Por sugerencia del doctor Pablo Osvaldo Ruiz, director de la Asistencia Pública, donde trabajaba Antonio Franco, se adoptó el nombre de Guaraní, en homenaje a los indígenas de Misiones. Ese día nació, entonces, el club deportivo más popular de la provincia de Misiones y que obtuvo mayor trascendencia nacional. Años después en homenaje a su primer presidente, fue llamado Guaraní Antonio Franco. 
Las personas que asistieron a la fundación del nuevo club fueron las siguientes: además de Antonio Franco, estaban Eusebio Álvez (propietario de la vivienda que Antonio Franco alquilaba para instalar su almacén), Félix Noguera, Juan Noguera, Nicolás Báez, Claudio Báez, Gabriel Ayala (que tenía su casa frente al almacén de Franco), Ernesto Vargas, José Pérez, Rito Gómez, Zenón Rojas, Juan Pícoli, Tito Romero (hermano de Genes Romero), Tomasito Martínez, Leopoldo Martínez, Hermes Valenzuela y Héctor Daniel Valenzuela, entre otros.
Pocos días después de su fundación, luego de pagar 10 pesos como derecho de inscripción en la Liga Posadeña, ante el entusiasmo del grupo de jóvenes que lo integraban debutó en los torneos locales enfrentando a Racing de Posadas.
El equipo estuvo integrado por los siguientes jugadores: Félix Tau; Genes Romero y José Gregorio Pérez; Crescencio Pérez, Carmelo Acosta y Ernesto Vargas; Raymundo Espíndola, Olegario Bejarano, Francisco Bianchi y Durán.
Guaraní Antonio Franco le ganó a Racing de Posadas 3 a 1, con dos goles de Bianchi y uno de Olegario Bejarano. 
El primer título de campeón fue obtenido en el año 1937, al vencer al Club Atlético Posadas por 6 a 2, oportunidad en que Guaraní formó de la siguiente manera: Billordo; Juan Ángel Pérez y Juan Gregorio Pérez; Carmelo Acosta, Sixto Pereyra y Crescencio Pérez; Aguilera, Francisco Dei Castelli, Policarpo Gómez, Francisco Bianchi y Quintana.
La conquista del campeonato, producida cinco años después de su fundación, tuvo un matiz sobresaliente, ya que la hazaña se materializó en forma invicta.
Guaraní Antonio Franco participó en numerosos torneos regionales y ascendió a los campeonatos nacionales de 1971, 1981, 1982 y 1985.
En 1971 ascendió tras dejar en el camino en la final a Coronel Aguirre de Rosario (ganó en Posadas 3 a 0 y empató en la cancha de Central Córdoba de Rosario 3 a 3). En el primer partido del Nacional perdió con Boca Juniors en Posadas 1 a 0 con gol de Rogel.
En 1981 venció en la final a Biblioteca Mitre de Baldisera, Córdoba. (Empató en Córdoba 0 a 0 y ganó en Posadas 2 a 0 con goles del "Beto" Delpiano y el "Puma" Ortiz). Ese año empató con River Plate en Posadas 2 a 2. En River jugaron Passarella, Gallego y Kempes, entre otros.
En 1982 derrotó en la final a Patria de Formosa. Jugó el primer partido del Nacional con Vélez Sarsfield, y perdió 2 a 0 con goles de Bianchi de penal y Bujedo.
En 1985 obtuvo el ascenso al campeonato Nacional tras imponerse a Chaco For Ever en los dos partidos, como local y visitante por el mismo marcador: 3 a 2. También, el 21 de abril de 1985, Guaraní se impuso 6 a 0 al poderoso Boca Juniors, que jugó con todas sus estrellas, en un partido amistoso. El xeneize salió subestimando al rival y se encontró con un Guaraní que no lo perdonó.
También ganó el Regional para acceder al Nacional de 1986, pero como se reestructuró el sistema de disputa previamente, por haber logrado esa clasificación participó en la Liguilla Pre-Libertadores, en la que perdió con San Lorenzo 4 a 1 y 3 a 0. Esa liguilla la disputaron los ganadores del Regional.
En esos años, además de Boca y River, Guaraní enfrentó a Independiente, (ganó Guaraní Antonio Franco 1 a 0 con gol de Arce) y San Lorenzo de Almagro (ganó Guaraní 3 a 2 en el Viejo Gasómetro).
Guaraní no pudo aprovechar oportunidades de ascenso en 1989, con Atlético Ledesma (2-2 y 0-1); en 1993 perdió también en semifinales con Gimnasia y Esgrima de Jujuy (1-2 y 1-2) y en 1994 la final ante Godoy Cruz de Mendoza (0-1 y 0-0). 
Luego de participar en el primer Torneo Argentino A, dejó de jugar torneos nacionales hasta la temporada 2003/04, en la que empezó a disputar el Torneo Argentino B. El 17/06/2012 ascendió al Torneo Argentino A tras empatar el partido de ida de la final en Tucumán 0-0 y derrotar como local 3-0 a San Jorge de dicha provincia.
Luego de dos años en el torneo Argentino A el 08/06/2014 juega la final por el segundo ascenso a la Primera B Nacional ante Juventud Unida de San Luis ganándole 1 a 0 en su estadio en Villa Sarita con gol de Tobías Albarracín.
En la actualidad de 2015, 30 de abril, Los Franjeados supieron imponerse por la copa Argentina a Arsenal de Sarandí por 2-1 en Formosa, tras darle vuelta el partido. Santiago Silva anotó el gol de Arsenal (26m del primer tiempo), mientras que Miguel Alba (37m.) y Mauro Gómez (23m. del segundo período). Los franjeados tuvieron como entrenador Telmo Gómez. El 23 de julio venció a Argentinos Juniors 1-0 en la cancha de Temperley con un gol de Pablo Ostrowski a los 25 minutos del segundo tiempo, logrando de esa manera meterse en octavos de finales. En dicha instancia enfrentó a Boca Juniors, quien terminaría siendo campeón, cayendo derrotado por 4 a 0. De esa manera, el elenco franjeado culminaría su mejor participación en el certamen nacional.

## Símbolos

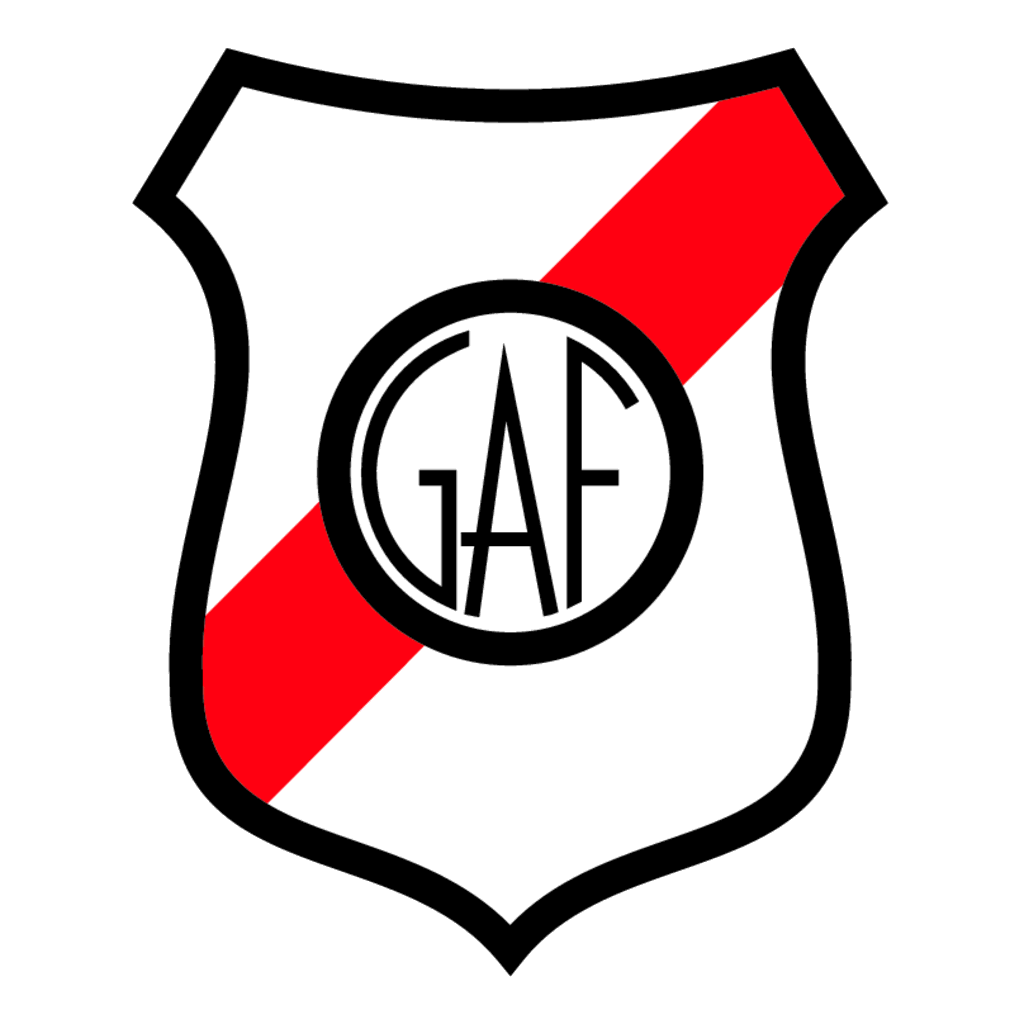

Escudo

## Historial de presidentes
Guaraní, fundado el 12 de junio de 1932 tuvo como su primer presidente a Antonio Franco, cuyo nombre posteriormente fue anexado al nombre inicial como un homenaje a su gestión.
Luego se sumaron a la conducción del club Manuel Toledo, Augusto De Santis, Pedro Fernícola, Héctor Molina Gómez, Juan Ricaux, Carlos Bertrán, Miguel Berraz Ramírez, Ambrosio César Lafuente, Américo Arguello (cuyo nombre lleva la platea techada), Athie Yunis, Clemente Argentino Fernández de Oliveira (cuyo nombre lleva el estadio del club), Claudio Báez, Eusebio Alvez, Polo Martínez, Juan Noguera, Julián Noguera, Gabriel Ayala, Luciano Martínez, Juan Carlos Amarilla, Héctor Alejandro Chemes, César Napoleón Ayrault (exgobernador de la provincia y cuyo nombre lleva la tribuna del sector sur del estadio), Edmundo César Yegros, Emilio Gottschalk, José Carlos Freaza, José Luis Vedoya, Roque Ignacio Rojas, Humberto Antonio Pérez, Luis Agulla, Oscar Bongiovanni, César Decamilli, Roberto Enríquez, Patricio Vedoya, Gustavo Cardozo.

## Instalaciones
En 1963, bajo la presidencia de Clemente Argentino Fernández de Oliveira, se inaugura oficialmente el estadio, que con el tiempo se fue modernizando. Está conformado por la cancha principal, una cancha auxiliar, un salón y el tinglado donde desarrollan actividades físicas algunas escuelas. Tienen un predio detrás del Aeropuerto Internacional Libertador General José de San Martín (aeropuerto de Posadas), lugar al cual en algún momento se pensó trasladar la cancha y luego se resolvió no hacerlo. 
Cuentan con una escuela de fútbol con cerca de 240 niños de ocho años en adelante, acompañados por un profesor de educación física y directores técnicos recibidos en la Escuela de Fútbol de Posadas. 
Está representado en todas las categorías en algunas de ellas con dos equipos: 1997 y 1998. La competencia en estas categorías siempre tuvieron resultados satisfactorios y obtenido campeonatos. Se destacó por sus muy buenas divisiones inferiores durante muchos años, y muchos jugadores que pasaron por el club trascendieron en el fútbol argentino.
Guaraní Antonio Franco se creó para ser un club eminentemente futbolístico. Pero los fundadores le dieron también un sentido social pues sus instalaciones se utilizan para diversos eventos artísticos, culturales y sociales. El estadio tiene capacidad para 12.000 personas y es uno de los más grandes de Misiones.

## Estadio
Se encuentra en la manzana comprendida por las calles Ramón García, Ivanowski, Ángel Acuña y Pedernera, en el barrio Villa Sarita que se encuentra en la ciudad de Posadas. Fue inaugurado en el año 1961, lleva el nombre de Clemente Argentino Fernández de Oliveira, un ex dirigente de la institución, y tiene capacidad para 12.000 espectadores.

## Indumentaria
- Uniforme titular: Camiseta blanca con franja roja, pantalón blanco y medias blancas.
- Uniforme alternativo: Camiseta azul, pantalón azul y medias azules.

| Período       | Patrocinador                                                               |
| ------------- | -------------------------------------------------------------------------- |
| 1982-2000     | Rosamonte                                                                  |
| 2000-2005     | Misiones                                                                   |
| 2005-2006     | Ruinas de San Ignacio                                                      |
| 2006-2008     | Isolant                                                                    |
| 2008-2011     | González Automóviles                                                       |
| 2011-2014     | Prevención ART / González Automóviles / Misiones / Crediser / Petrovalle   |
| 2014-2017     | Río Uruguay / Hyundai Repas / Agua de las Misiones                         |
| 2017-2019     | Expreso Singer / Duomo                                                     |
| 2020-2021     | Rosamonte / Ivess                                                          |
| 2022-2024     | Rosamonte / Arcos del Paraná / Petrovalle / Divergana / Radio Circus 104.9 |
| 2025-presente | Rosamonte / Misiones / Petrovalle / Divergana / Aguas de las Misiones      |

| Período       | Proveedor       |
| ------------- | --------------- |
| 1980-1984     | Sportlandia     |
| 1985-1986     | Adidas          |
| 1986-1993     | Puma            |
| 1993-1995     | Topper          |
| 1995-1998     | Uhlsport        |
| 1998-2001     | Diadora         |
| 2001-2005     | Don Balón       |
| 2005-2006     | Dana            |
| 2006-2008     | Kappa           |
| 2008-2009     | Umbro           |
| 2009-2014     | Sport 2000      |
| 2014-2015     | Uniformes Icaro |
| 2016-2017     | Sport Lyon      |
| 2017-presente | Uniformes Icaro |

## Jugadores

### Plantel 2023/24
- Actualizado al 8 de Noviembre de 2023

## Rivalidades

### Club Deportivo Unión
En la historia de la Liga Posadeña de Fútbol, el Club Deportivo Guaraní Antonio Franco es el máximo campeón de la liga con 36 títulos a la fecha. Su supremacía fue tal, que en los primeros años de esta liga comenzó ejerciendo hegemonía con el Club Deportivo Unión (fundado el 15 de agosto de 1929), el cual supo ser el primer campeón de la liga en 1935. Esta hegemonía compartida dio pie a la primera rivalidad para el club "franjeado", repartiéndose cada torneo entre ambos durante los primeros 9 años de la Liga. Otra particularidad de la misma era la relativa cercanía de sus sedes sociales, ya que hasta 2010, Unión ocupó un predio ubicado en la esquina de calles Belgrano y San Lorenzo, a ocho cuadras del Estadio Clemente Fernández de Oliveira, propiedad de Guaraní. Esta rivalidad comenzó a perder peso debido a los altibajos de Deportivo Unión que lo terminaron llevando a desafiliarse de la Liga en 1994 y posteriormente a su desaparición, tras perder su sede social en el año 2010.

### Clásico posadeño
Con el Club Atlético Bartolomé Mitre, Guaraní Antonio Franco disputa el denominado clásico posadeño. Esta rivalidad se generó a mediados del siglo XX con el sostenido ascenso de Bartolomé Mitre en el plano liguista, lo que le granjeó un aumento en su flujo de simpatizantes, provocando gran rivalidad con el combinado de Villa Sarita. Ambos clubes además, cuentan en su haber con participaciones en el ámbito del ascenso nacional y con enfrentamientos en categorías tales como el Torneo Argentino B (hoy Torneo Regional Federal Amateur).

### Otras rivalidades
- Club Atlético Candelaria

Otra rivalidad que mantiene Guaraní es con el Club Atlético Candelaria de la localidad homónima, contra el que entabló enemistad a partir de las múltiples participaciones de ambos clubes en los torneos nacionales de ascenso. Si bien, ambos clubes son de distintas localidades, pero pertenecen a la Liga Posadeña de Fútbol, la rivalidad se gestó a causa de las participaciones de los dos equipos en los torneos nacionales de ascenso, los cuales se tradujeron en amplias convocatorias de simpatizantes de uno y otro bando. Esta rivalidad, supone también un encuentro de alto riesgo por parte de las fuerzas de seguridad provinciales, cada vez que la parcialidad de uno de los equipos, visita el estadio del otro.
| Historial del Clásico Misionero | Historial del Clásico Misionero | Historial del Clásico Misionero | Historial del Clásico Misionero | Historial del Clásico Misionero | Historial del Clásico Misionero | Historial del Clásico Misionero | Historial del Clásico Misionero | Historial del Clásico Misionero |
| Torneos                         | Temporadas                      | PJ                              | Ganó GAF                        | PE                              | Ganó CAC                        | Goles GAF                       | Goles CAC                       | Ref.                            |
| ------------------------------- | ------------------------------- | ------------------------------- | ------------------------------- | ------------------------------- | ------------------------------- | ------------------------------- | ------------------------------- | ------------------------------- |
| Torneo Argentino B              | 2006-07                         | 4                               | 2                               | 1                               | 1                               | 5                               | 2                               | [ 6 ]                           |
| Totales                         | Totales                         | 4                               | 2                               | 1                               | 1                               | 5                               | 2                               | [ 6 ]                           |

- Club Deportivo Jorge Gibson Brown

Es una rivalidad moderna que enfrenta a Guaraní Antonio Franco, con el Club Deportivo Jorge Gibson Brown. Si bien estos clubes ya eran conocidos por sus cruces en el ámbito liguista, el desembarco del Verdirrojo de Villa Urquiza en los torneos nacionales de ascenso (Torneo Argentino C o Torneo Argentino B), supuso la instalación de un nuevo rival para el "Franjeado de Villa Sarita", que a diferencia de Jorge Gibson Brown, ya venía con antecedentes previos de participaciones en torneos nacionales de ascenso. A pesar de ello, esta rivalidad solamente sirvió para mofarse entre ambas parcialidades, ya que Guaraní tiene en Bartolomé Mitre a su clásico rival, mientras que Jorge Gibson Brown tiene en Atlético Posadas al suyo. A nivel nacional, se enfrentaron en cinco oportunidades, 4 por el Torneo Argentino B y 1 por la Copa Argentina, ganando tres cotejos Guaraní, uno Jorge Gibson Brown y el restante empatado. Como corolario de ello, dicho empate fue en la ronda eliminatoria de la Copa Argentina 2012-13, donde tras empatar 1-1 al cabo de los 90', Jorge Gibson Brown se terminó imponiendo por tiros desde el punto penal, por 5-3.
| Historial Jorge Gibson Brown-Guaraní Antonio Franco | Historial Jorge Gibson Brown-Guaraní Antonio Franco | Historial Jorge Gibson Brown-Guaraní Antonio Franco | Historial Jorge Gibson Brown-Guaraní Antonio Franco | Historial Jorge Gibson Brown-Guaraní Antonio Franco | Historial Jorge Gibson Brown-Guaraní Antonio Franco | Historial Jorge Gibson Brown-Guaraní Antonio Franco | Historial Jorge Gibson Brown-Guaraní Antonio Franco | Historial Jorge Gibson Brown-Guaraní Antonio Franco |
| Torneos                                             | Temporadas                                          | PJ                                                  | Ganó GAF                                            | PE                                                  | Ganó JGB                                            | Goles GAF                                           | Goles JGB                                           | Ref.                                                |
| --------------------------------------------------- | --------------------------------------------------- | --------------------------------------------------- | --------------------------------------------------- | --------------------------------------------------- | --------------------------------------------------- | --------------------------------------------------- | --------------------------------------------------- | --------------------------------------------------- |
| Torneo Argentino B                                  | 2011-12                                             | 4                                                   | 3                                                   | 1                                                   | 1                                                   | 7                                                   | 5                                                   | [ 9 ]                                               |
| Copa Argentina                                      | 2012-13 *                                           | 1                                                   | 0                                                   | 1                                                   | 0                                                   | 1                                                   | 1                                                   | [ 9 ]                                               |
| Totales                                             | Totales                                             | 5                                                   | 3                                                   | 1                                                   | 1                                                   | 8                                                   | 6                                                   | [ 9 ]                                               |

* : Partido empatado en los 90 minutos reglamentarios. Finalmente, la eliminatoria fue ganada por el Club Deportivo Jorge Gibson Brown en tanda de penales, por 5-3

## Datos del Club
- Temporadas en Primera División: 4
  - Torneo Nacional: 4 (1971, 1981, 1982, 1985).
  - Ubicación en la tabla histórica en Primera División: 101°

- Temporadas en Segunda División: 18
  - Torneo Regional: 14 (1967, 1968, 1969, 1971, 1973, 1974, 1979, 1980, 1981, 1982, 1983, 1984, 1985, 1985/86).
  - Primera B Nacional: 4 (1986/87, 1987/88, 2014, 2015).
  - Ubicación en la tabla histórica en Segunda División: 75°

- Temporadas en Tercera División: 10
  - Torneo del Interior: 4 (1988/89, 1990/91, 1992/93, 1993/94).
  - Torneo Argentino A: 3 (1995/96, 2012/13, 2013/14).
  - Torneo Federal A: 3 (2016, 2016/17, 2017/18).
  - Ubicación en la tabla histórica en Tercera División: 59°
- Temporadas en Cuarta División: 17
  - Torneo Argentino B: 10 (2000/01, 2003/04, 2004/05, 2005/06, 2006/07, 2007/08, 2008/09, 2009/10, 2010/11, 2011/12).
  - Torneo Regional Federal Amateur: 7 (2019, 2020, 2020/21, 2021/22, 2022/23, 2023/24, 2024/25).

- Participaciones en Copas Nacionales: 5
  - Copa Argentina: 5 (1969, 2011, 2012, 2013, 2014).

## Palmarés
| Competiciones nacionales              | Competiciones nacionales | Competiciones nacionales |
| Competición                           | Títulos | Subcampeonatos           |
| Segunda División                      | Segunda División | Segunda División         |
| ------------------------------------- | --- | ------------------------ |
| Torneo Regional(5)                    | 1971, 1981, 1982, 1985, 1985-86. |                          |
| Tercera División                      | |                          |
| Torneo Argentino A (0/1)              | | 2013-14.                 |
| Torneo del Interior (0/1)             | | 1993-94.                 |
| Cuarta División                       | |                          |
| Torneo Argentino B (1)                | 2011-12. |                          |
| Torneo Regional Federal Amateur (0/2) | | 2019. 2021-22            |
|                                       | |                          |
| Competiciones regionales              | |                          |
| Competición                           | Títulos | Subcampeonatos           |
| Torneo Provincial (1)                 | 2022. |                          |
| Liga Posadeña de Fútbol (40)          | 1937, 1938, 1940, 1943, 1954, 1955, 1956, 1957, 1959, 1961, 1962, 1964, 1965, 1966, 1967, 1968, 1970, 1972, 1973, 1978, 1979, 1981, 1982, 1983, 1985, 1987, 1991, 1995, Clasificación 2000, Clasificación 2002, Oficial 2002, Clausura 2004, Clausura 2005, Clausura 2006, 2011/12, Clausura 2013, Apertura 2014, Apertura 2022, Clausura 2023, Apertura 2025. |                          |